# 甘い夜
『甘い夜』（あまいよる）は、Sound Scheduleの配信限定アルバム。2006年2月8日にDANGUY RECORDSより配信リリースされた。

## 概要
- Sound Schedule初の配信アルバム。
- iTunes Store限定で発売。
- 表題曲は、DVD『SS　LIVES』の同梱シングルとしても発売されている。
- 表題曲は、THE COMPLETE SSにも収録されている[1]。
- 配信リリースから約13年後に発売した結成20周年記念のオールタイム・ベストアルバム『Sound Schedule ALL TIME BEST』に表題曲が収録されることから、ミュージックビデオがYouTubeに投稿された[2]。

## 収録曲
1. 甘い夜（作詞・作曲：大石昌良、編曲：Sound Schedule）
2. 僕らの逃避行 (Live Version)
3. ヘイ!ヘイ! (Live Version)
4. コモリウタ (Live Version)
5. スペシャルナンバー (Live Version)
6. ピーターパン・シンドローム (Live Version)
7. アンサー (Live Version)
8. 今ココにあるもの (Live Version)
9. 黄金レシピ（作詞・作曲：大石昌良、編曲：Sound Schedule）

## 収録アルバム
- THE COMPLETE SS[3]
- Sound Schedule ALL TIME BEST[4]